# Конвенція про міжнародні залізничні перевезення
Конвенція про міжнародні залізничні перевезення (КОТІФ) — міжнародний договір.
Держави-члени, що приєдналися до цієї Конвенції, утворюють Міжурядову організацію з міжнародних залізничних перевезень (ОТІФ)
Відповідно до КОТІФ міжнародне залізничне сполучення і допуск залізничного обладнання для використання в міжнародному сполученні визначаються:
- «Єдиними правилами до договору про міжнародне залізничне перевезення пасажирів (ЦІВ)» (Додаток А до Конвенції)
- «Єдиними правилами до договору про міжнародне залізничне перевезення вантажів (ЦІМ)» (Додаток В до Конвенції)
- «Регламентом про міжнародне перевезення небезпечних вантажів (РІД)» (Додаток С до Конвенції)
- «Єдиними правилами до договорів про використання вагонів в міжнародному залізничному сполученні (ЦУВ)» (Додаток D до Конвенції)
- «Єдиними правилами до договору про використання інфраструктури в міжнародному залізничному сполученні (ЦУІ)» (Додаток Е до Конвенції)
- «Єдиними правилами про затвердження технічних стандартів і прийняття єдиних технічних приписів, що застосовуються до залізничного обладнання, призначеного для використання в міжнародному сполученні (АПТУ)» (Додаток F до Конвенції)
- «Єдиними правилами про допуск залізничного обладнання, що використовується в міжнародному сполученні (АТМФ)» (Додаток G до Конвенції)

## В Україні
Входження України в КОТІФ дозволило залучити додаткові обсяги вантажних перевезень з Польщі й Словаччини в Румунію транзитом через Україну, скоротити час доставки вантажів і вартість перевезень за рахунок уникнення подвійного переоформлення перевізних документів під час перетинання кордонів.
На сьогодні перелік залізничних ліній з шириною колії 1435 мм, перевезення на яких підпорядковуються транспортному праву КОТІФ/ЦІМ, розширено. До переліку включено дільниці:
- на українсько-польському кордоні:  Медика / Мостиська II — Мостиська І — 13 км; Дорогуськ / Ягодин — Ковель — 66 км
- на українсько- румунському кордоні: Вадул-Сірет / Дорнешть — 7 км.